# Kalmar FF 1927/1928
Kalmar FF 1927/1928 var Kalmar FFs 19e säsong totalt och den första i Sydsvenska serien och den andra i det nationella seriesystemet. 
Inför starten på säsongen var det många i pressen t.ex. den profilerade skribenten Carl Linde som ifrågasatte Kalmar FFs nivå och de långa resorna till Kalmar ansågs vara dyra för de andra lagen. Försök gjordes av flera skånska lag innan starten att helt enkelt manövrera bort KFF ur serien, men det misslyckades. Men när serien väl kom igång och resultaten rullade Kalmars väg ändrade sig Ceve och etablissemanget fort. Det tog inte många omgångar i innan laget istället fick smeknamnet "Kalmar-kometen".  
1927/28 - Sydsvenska serien (Div II) 
| Pl | Lag              | Ma | V  | O | F  | GM | IM | P  |
| -- | ---------------- | -- | -- | - | -- | -- | -- | -- |
| 1  | IFK Malmö        | 20 | 16 | 4 | 0  | 66 | 16 | 36 |
| 2  | Kalmar FF        | 20 | 12 | 2 | 6  | 57 | 37 | 26 |
| 3  | Malmö FF         | 20 | 11 | 4 | 5  | 63 | 44 | 26 |
| 4  | Halmstads BK     | 20 | 9  | 4 | 7  | 47 | 37 | 22 |
| 5  | IS Halmia        | 20 | 8  | 2 | 10 | 18 | 36 | 18 |
| 6  | Varbergs BOIS    | 20 | 7  | 3 | 10 | 37 | 51 | 17 |
| 7  | Varbergs GIF     | 20 | 7  | 3 | 10 | 33 | 58 | 17 |
| 8  | Malmö BI         | 20 | 7  | 2 | 11 | 40 | 48 | 16 |
| 9  | IFK Hälsingborg  | 20 | 7  | 1 | 12 | 48 | 56 | 15 |
| 10 | IFK Kristianstad | 20 | 6  | 3 | 11 | 44 | 65 | 18 |
| 11 | Landskrona IF    | 20 | 4  | 4 | 12 | 37 | 55 | 12 |

## Skytteliga i seriespel
1.  Adolf Angner    19 mål

2.  Hjalmar Sivgård 15 mål

3.  Nils Henriksson 10 mål

4.  Sten Sjögren    8 mål

5.  Arthur Nordmark       4 mål 

6.  Självmål        1 mål

  